# Paratropus termitophilus
Paratropus termitophilus är en skalbaggsart som först beskrevs av Desbordes 1925.  Paratropus termitophilus ingår i släktet Paratropus och familjen stumpbaggar. Inga underarter finns listade i Catalogue of Life.